# 토니 제이야워드너
토니 제이야워드너(Tony Jayawardena)는 배우, 텔레비전 배우이다.
런던에서 태어났다.

## 영화
- 내 어깨 위 고양이, 밥 (2016년) - 토니 역
- 타워블록 (2012년) - 에디 역
- 호텔 바빌론 (2006년)
- 체이싱 리버티 (2004년)
- 홀비시티 시즌1 (1999년)